# ملکه هیویی
ملکه کیم هیویی؛ (به کره‌ای: 효의왕후؛ هانجا: 孝懿王后؛ ۵ ژانویه ۱۷۵۴ - ۱۰ آوریل ۱۸۲۱)، از قبیله چونگ‌پونگ کیم (청풍김攨؛ 淸風金 淸風金) ملکه همسر پادشاه جونگ‌جو از چوسان بود. در سال ۱۸۹۹، پادشاه گوجونگ به او لقب هیویی (به معنای "ملکه مهربان") را اعطا کرد. 

## زندگی‌نامه
ملکه آینده در ۵ ژانویه ۱۷۵۴ و در بیست و نهمین سال سلطنت پادشاه یونگ‌جو متولد شد. او دختر کیم شی-موک (김시묵؛ 金時默) و همسرش بانو هونگ از قبیلهٔ نام‌یانگ هونگ (남양 홍씨؛ 南陽 洪氏) بود. او در سال ۱۷۶۲ در سن ۹ سالگی، در دهمین روز از دومین ماه قمری در سی و هشتمین سال سلطنت پادشاه یونگ‌جو، با شاهزاده یی سان (پسر ولیعهد سادو و نوه پادشاه یونگ‌جو) ازدواج کرد. گفته می‌شد دلیل ازدواج بانو کیم با ولیعهد جوان این بود که او از قبیلهٔ چونگ‌پونگ کیم و از طایفه ملکه میونگ‌سونگ (که عمه بزرگ ‌بزرگ او بود) بود. دخترعموی کوچکتر او، بانو کیم، بعداً با برادر کوچکتر بانو هه‌گیونگ (مادر پادشاه جونگ‌جو) ازدواج کرد و از این طریق به قبیله او ارتباطات سلطنتی بیشتری رسید. او با به سلطنت رسیدن شوهرش در ۲۷ آوریل سال ۱۷۷۶ ملکه رسمی چوسان شد. ملکه هیویی هیچ فرزندی از پادشاه جونگ‌جو به دنیا نیاورد، اما پسران دو تن از صیغه های شوهرش به نام های شاهزاده یی سون (پسر همسر نجیب‌زادهٔ سلطنتی سونگ) و شاهزاده یی گونگ (پسر همسر نجیب‌زادهٔ سلطنتی پارک) را به عنوان فرزندخوانده خود پذیرفت. پسر بانو سونگ در ۵ سالگی فوت کرد، اما پسر بانو پارک در نهایت جانشین پادشاه جونگ‌جو شد و به عنوان پادشاه سان‌جو به تخت سلطنت نشست. ملکه هیویی ۲۱ سال بیشتر از شوهرش، که در سال ۱۸۰۰ درگذشت، زنده ماند. او در تالار جاگیونگ، کاخ چانگ‌یونگ، هان‌سونگ، در روز نهم ماه سوم در بیست و یکمین سال سلطنت فرزندخوانده‌اش پادشاه سان‌جو درگذشت.

## خویشاوندان
- پدر
  - کیم شی-موک، شاهزاده داخلی چونگ‌وون از قبیلهٔ چونگ‌پونگ کیم (هانگول: 청원부원군 김시묵، هانجا: 淸原府院君 金時默؛ ۱۷۲۲—۱۷۷۲)
    - پدربزرگ: کیم سونگ-یونگ (هانگول: 김성응، هانجا: 金聖應؛ ۱۶۹۹—۱۷۶۴)
    - مادربزرگ: بانو هونگ از قبیلهٔ نام‌یانگ هونگ (هانگول: 남양 홍씨، هانجا: 南陽 洪氏؛ ۱۶۹۹—؟)

- مادر 
  - مادرخوانده: بانو نام، شاهزاده‌خانم داخلی اوی‌چون از قبیلهٔ اوریونگ نام (هانگول: 증 의춘부부인 의령 남씨، هانجا: 贈 宜春府夫人 宜寧 南氏؛ ۱۷۲۰—۱۷۴۶)، همسر اول کیم شی-موک
  - مادر: بانو هونگ، شاهزاده‌خانم داخلی دانگ‌سونگ از قبیلهٔ نام‌یانگ هونگ (هانگول: 당성부부인 남양 홍씨، هانجا: 唐城府夫人 南陽 洪氏؛ ۱۷۲۸—۱۷۹۱)

- خواهران و برادران
  - برادرناتنی بزرگتر، کیم گی-دائه (هانگول: 김기대، هانجا: 金基大؛ ۱۷۷۷—۱۷۴۲)
  - برادر بزرگتر، کیم گی-جونگ (هانگول: 김기종، هانجا: 金基種)

- همسر
  - یی سان، پادشاه جونگ‌جو، بیست و دومین فرمانروای چوسان (هانگول: 정조، هانجا: 正祖؛ ۲۸ اکتبر ۱۷۵۲—۱۸ اوت ۱۸۰۰)
    - پدرشوهر: پادشاه جانگ‌جو از قبیلهٔ جون‌جو یی (هانگول: 조선의 장조؛ ۱۳ فوریه ۱۷۳۵—۱۲ ژوئیه ۱۷۶۲)
    - مادرشوهر: ملکه هون‌گیونگ از قبیلهٔ پونگ‌سان هونگ (هانگول: 헌경왕후 홍씨؛ ۱۳ ژوئن ۱۶۴۲—۲۱ ژانویه ۱۶۸۴)

- فرزند
  - پسرخوانده: یی سون، ولیعهد مون‌هیو (هانگول: 문효세자، هانجا: 文孝世子؛ ۱۳ اکتبر ۱۷۸۲—۶ ژوئن ۱۷۸۶)
  - پسرخوانده: یی گونگ، پادشاه سان‌جو، بیست و سومین فرمانروای چوسان (هانگول: 순조대왕، هانجا: 純祖大王؛ ۲۹ ژوئیه ۱۷۹۰—۱۳ دسامبر ۱۸۳۴)

## در فرهنگ عامه
- توسط لی ایپ سه در مجموعه تلویزیونی ام‌بی‌سی، ۵۰۰ سال سلسله چوسان: هانجونگ‌نوک (اپیزود نهم)، در سال ۱۹۸۸ به تصویر کشیده شد.
- توسط لی هوی هیانگ در مجموعه تلویزیونی ام‌بی‌سی، ۵۰۰ سال سلسله چوسان: پا مون (اپیزود دهم)، در سال ۱۹۸۹ به تصویر کشیده شد.
- توسط لی آئه جونگ در مجموعه تلویزیونی ام‌بی‌سی، جاده پادشاه بزرگ، در سال ۱۹۹۸ به تصویر کشیده شد.
- توسط پارک اون هه در مجموعه تلویزیونی ام‌بی‌سی، ایسان، در سال ۲۰۰۷ به تصویر کشیده شد.
- توسط لی هیون جونگ در فیلم تخت پادشاهی، در سال ۲۰۱۴ به تصویر کشیده شد.